# Euplexaura platystoma
Euplexaura platystoma is een zachte koraalsoort uit de familie Plexauridae. De koraalsoort komt uit het geslacht Euplexaura. Euplexaura platystoma werd in 1910 voor het eerst wetenschappelijk beschreven door Nutting. 